# Gaetano Medini

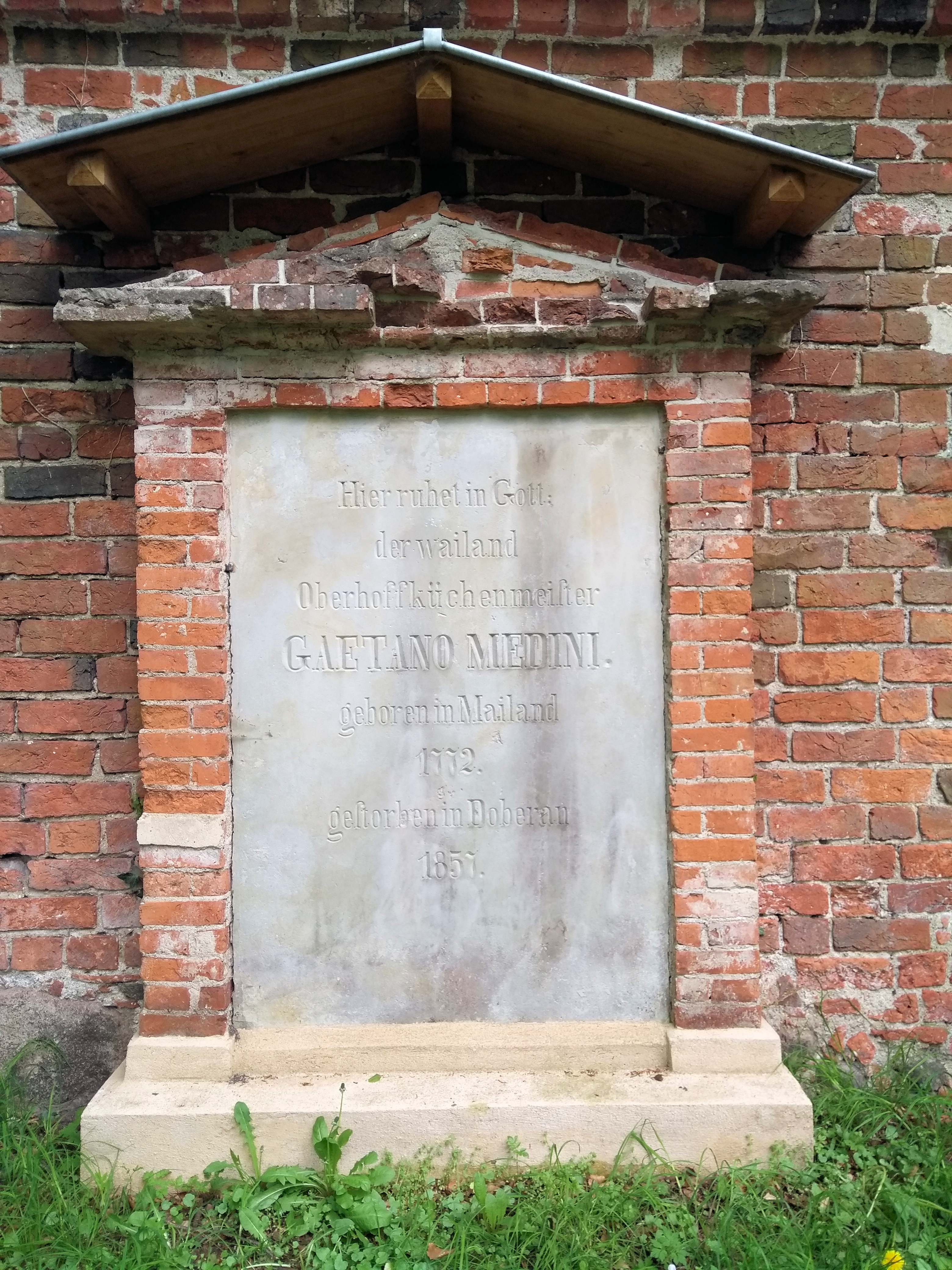
Grabplatte Medinis auf dem alten Friedhof am Doberaner Münster (2018)

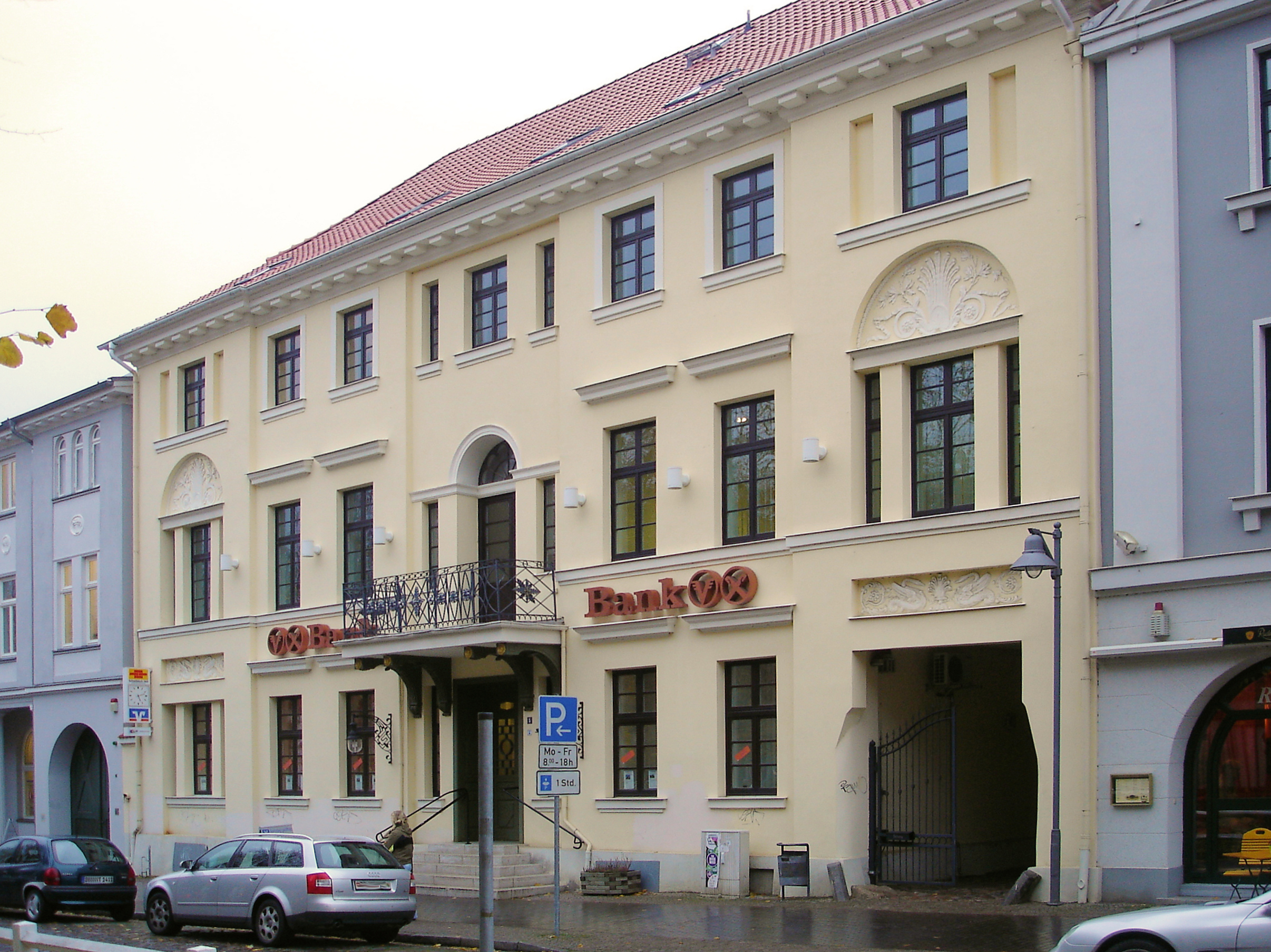
Ehem. Wohnhaus Medinis in der Severinstraße

Gaetano Medini (* 1772 in Mailand; † 8. Januar 1857 in Doberan) war ein italienischer Koch. Er war zu seiner Zeit über die Grenzen Italiens hinaus bekannt und wurde am großherzoglich mecklenburg-schwerinschen Hof angestellt.

## Leben
Gaetano Medini wurde um 1800 nach Mecklenburg-Schwerin an den Hof des späteren Großherzogs Friedrich Franz I. berufen. Er erhielt den Titel eines Oberhofküchenmeisters. Medini war der Chef der Küchen in der Residenz und betrieb später während des alljährlichen sommerlichen Aufenthalts der großherzoglichen Familie in Doberan zusätzlich einen Pavillon auf dem Kamp.
Medini war mit der Schwedin Maria, geborene Hjort (1766–1821) verheiratet. Der Baumeister Carl Theodor Severin, der für viele Bauten in Heiligendamm und Doberan verantwortlich zeichnete, baute für Medini um 1825 in der Nähe des Kamps in der heutigen Severinstraße 5 ein Wohnhaus. In diesem lebte Gaetano Medini bis zu seinem Tod 1857. Das Gebäude steht heute unter Denkmalschutz. 
Gaetano Medini, der sich später Gustav Medini nannte, war Mitglied der Freimaurerloge St. Andreas. Er wurde auf dem alten Friedhof am Doberaner Münster begraben. Seine von Ziegeln eingefasste Grabplatte aus Naturstein an der östlichen Klostermauer wird von den Resten eines klassizistischen Dreiecksgiebels bekrönt.